# Liste der paralympischen Medaillengewinner im Rollstuhltennis

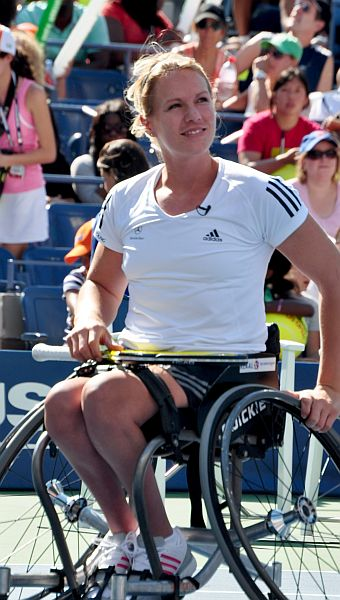
Esther Vergeer ist die erfolgreichste Teilnehmerin im Rollstuhltennis bei Paralympics.

Die Liste der paralympischen Medaillengewinner im Rollstuhltennis führt sämtliche Sieger sowie die Zweit- und Drittplatzierten der Wettbewerbe im Rollstuhltennis bei den Paralympischen Spielen auf, gegliedert nach den einzelnen Wettbewerben. Im weiteren Teil werden die erfolgreichsten paralympischen Medaillengewinner aufgelistet. Den Abschluss bildet die Nationenwertung mit einem Medaillenspiegel.
Bereits 1988 wurde es als inoffizielle Demonstrationssportart ausgetragen, dabei traten jeweils vier Männer und Frauen in einer Einzelkonkurrenz gegeneinander an. Seit 1992 ist Rollstuhltennis Teil des offiziellen Wettkampfprogramms. Es wurden mit einem Einzel- und Doppelwettbewerb jeweils bei Männern und Frauen insgesamt vier Konkurrenzen ausgetragen. Dabei traten alle Teilnehmer in der Klasse der Paraplegiker an. 2004 kamen ein Einzel- und ein Doppelwettbewerb für Quadriplegiker hinzu, in denen Männer und Frauen gemeinsam starten.
Mit sieben Goldmedaillen und einer Silbermedaille ist Esther Vergeer bei vier Teilnahmen die erfolgreichste Spielerin. Der erfolgreichste Teilnehmer in der Quadriplegiker-Klasse ist David Wagner mit acht Medaillen: Er gewann dreimal Gold, dreimal Silber und zweimal Bronze.

## Paraplegiker

### Männer

#### Einzel
| Paralympics | Gold                | Silber          | Bronze                     |
| ----------- | ------------------- | --------------- | -------------------------- |
| 1988        | Laurent Giammartini | Mick Connell    | Chip Turner Sasson Aharoni |
| 1992        | Randy Snow          | Kai Schrameyer  | Laurent Giammartini        |
| 1996        | Ricky Molier        | Stephen Welch   | David Hall                 |
| 2000        | David Hall          | Stephen Welch   | Kai Schrameyer             |
| 2004        | Robin Ammerlaan     | David Hall      | Michaël Jeremiasz          |
| 2008        | Shingo Kunieda      | Robin Ammerlaan | Maikel Scheffers           |
| 2012        | Shingo Kunieda      | Stéphane Houdet | Ronald Vink                |
| 2016        | Gordon Reid         | Alfie Hewett    | Joachim Gérard             |
| 2020        | Shingo Kunieda      | Tom Egberink    | Gordon Reid                |
| 2024        | Tokito Oda          | Alfie Hewett    | Gustavo Fernández          |

#### Doppel
| Paralympics | Gold                                              | Silber                                            | Bronze                                           |
| ----------- | ------------------------------------------------- | ------------------------------------------------- | ------------------------------------------------ |
| 1992        | Vereinigte Staaten Brad Parks / Randy Snow        | Frankreich Thierry Caillier / Laurent Giammartini | Deutschland Kai Schrameyer / Stefan Bitterauf    |
| 1996        | Vereinigte Staaten Stephen Welch / Vance Parmelly | Australien David Hall / Mick Connell              | Niederlande Eric Stuurman / Ricky Molier         |
| 2000        | Niederlande Robin Ammerlaan / Ricky Molier        | Australien David Johnson / David Hall             | Vereinigte Staaten Stephen Welch / Scott Douglas |
| 2004        | Japan Shingo Kunieda / Satoshi Saida              | Frankreich Michaël Jeremiasz / Lahcen Majdi       | Australien Anthony Bonaccurso / David Hall       |
| 2008        | Frankreich Stéphane Houdet / Michaël Jeremiasz    | Schweden Stefan Olsson / Peter Vikström           | Japan Shingo Kunieda / Satoshi Saida             |
| 2012        | Schweden Stefan Olsson / Peter Vikström           | Frankreich Frédéric Cattaneo / Nicolas Peifer     | Frankreich Stéphane Houdet / Michaël Jeremiasz   |
| 2016        | Frankreich Stéphane Houdet / Nicolas Peifer       | Großbritannien Alfie Hewett / Gordon Reid         | Japan Shingo Kunieda / Satoshi Saida             |
| 2020        | Frankreich Stéphane Houdet / Nicolas Peifer       | Großbritannien Alfie Hewett / Gordon Reid         | Niederlande Tom Egberink / Maikel Scheffers      |
| 2024        | Großbritannien Alfie Hewett / Gordon Reid         | Japan Takuya Miki / Tokito Oda                    | Spanien Daniel Caverzaschi / Martín de la Puente |

### Frauen

#### Einzel
| Paralympics | Gold                   | Silber                        | Bronze                     |
| ----------- | ---------------------- | ----------------------------- | -------------------------- |
| 1988        | Chantal Vandierendonck | Monique van den Bosch         | Ellen de Lange Terry Lewis |
| 1992        | Monique van den Bosch  | Chantal Vandierendonck        | Regina Isecke              |
| 1996        | Maaike Smit            | Monique Kalkman-van den Bosch | Chantal Vandierendonck     |
| 2000        | Esther Vergeer         | Sharon Walraven               | Maaike Smit                |
| 2004        | Esther Vergeer         | Sonja Peters                  | Daniela Di Toro            |
| 2008        | Esther Vergeer         | Korie Homan                   | Florence Gravellier        |
| 2012        | Esther Vergeer         | Aniek van Koot                | Jiske Griffioen            |
| 2016        | Jiske Griffioen        | Aniek van Koot                | Marjolein Buis             |
| 2020        | Diede de Groot         | Yui Kamiji                    | Jordanne Whiley            |
| 2024        | Yui Kamiji             | Diede de Groot                | Aniek van Koot             |

#### Doppel
| Paralympics | Gold                                                               | Silber                                                 | Bronze                                             |
| ----------- | ------------------------------------------------------------------ | ------------------------------------------------------ | -------------------------------------------------- |
| 1992        | Niederlande Chantal Vandierendonck / Monique van den Bosch         | Vereinigte Staaten Lynn Seidemann / Nancy Olson        | Frankreich Oristelle Marx / Arlette Racineux       |
| 1996        | Niederlande Chantal Vandierendonck / Monique Kalkman-van den Bosch | Vereinigte Staaten Hope Lewellen / Nancy Olson         | Frankreich Oristelle Marx / Arlette Racineux       |
| 2000        | Niederlande Maaike Smit / Esther Vergeer                           | Australien Branka Pupovac / Daniela Di Toro            | Deutschland Christine Otterbach / Petra Sax-Scharl |
| 2004        | Niederlande Maaike Smit / Esther Vergeer                           | Thailand Sakhorn Khanthasit / Chanungarn Techamaneewat | Schweiz Karin Suter-Erath / Sandra Kalt            |
| 2008        | Niederlande Korie Homan / Sharon Walraven                          | Niederlande Jiske Griffioen / Esther Vergeer           | Frankreich Florence Gravellier / Arlette Racineux  |
| 2012        | Niederlande Marjolein Buis / Esther Vergeer                        | Niederlande Jiske Griffioen / Aniek van Koot           | Großbritannien Lucy Shuker / Jordanne Whiley       |
| 2016        | Niederlande Jiske Griffioen / Aniek van Koot                       | Niederlande Marjolein Buis / Diede de Groot            | Großbritannien Lucy Shuker / Jordanne Whiley       |
| 2020        | Niederlande Diede de Groot / Aniek van Koot                        | Großbritannien Lucy Shuker / Jordanne Whiley           | Japan Yui Kamiji / Momoko Ohtani                   |
| 2024        | Japan Yui Kamiji / Manami Tanaka                                   | Niederlande Diede de Groot / Aniek van Koot            | China Guo Luoyao / Wang Ziying                     |

## Quadriplegiker

### Einzel
| Paralympics | Gold          | Silber           | Bronze       |
| ----------- | ------------- | ---------------- | ------------ |
| 2004        | Peter Norfolk | David Wagner     | Bas van Erp  |
| 2008        | Peter Norfolk | Johan Andersson  | David Wagner |
| 2012        | Noam Gershony | David Wagner     | Nick Taylor  |
| 2016        | Dylan Alcott  | Andrew Lapthorne | David Wagner |
| 2020        | Dylan Alcott  | Sam Schröder     | Niels Vink   |
| 2024        | Niels Vink    | Sam Schröder     | Guy Sasson   |

### Doppel
| Paralympics | Gold                                          | Silber                                          | Bronze                                           |
| ----------- | --------------------------------------------- | ----------------------------------------------- | ------------------------------------------------ |
| 2004        | Vereinigte Staaten David Wagner / Nick Taylor | Großbritannien Mark Eccleston / Peter Norfolk   | Niederlande Monique de Beer / Bas van Erp        |
| 2008        | Vereinigte Staaten David Wagner / Nick Taylor | Israel Boaz Kramer / Shraga Weinberg            | Großbritannien Peter Norfolk / Jamie Burdekin    |
| 2012        | Vereinigte Staaten David Wagner / Nick Taylor | Großbritannien Peter Norfolk / Andrew Lapthorne | Israel Noam Gershony / Shraga Weinberg           |
| 2016        | Australien Dylan Alcott / Heath Davidson      | Vereinigte Staaten David Wagner / Nick Taylor   | Großbritannien Jamie Burdekin / Andrew Lapthorne |
| 2020        | Niederlande Sam Schröder / Niels Vink         | Australien Dylan Alcott / Heath Davidson        | Japan Mitsuteru Moroishi / Kōji Sugeno           |
| 2024        | Niederlande Sam Schröder / Niels Vink         | Großbritannien Andrew Lapthorne / Gregory Slade | Südafrika Donald Ramphadi / Lucas Sithole        |

## Die zehn erfolgreichsten Teilnehmer
Die – mit Abstand – erfolgreichste Teilnehmerin ist Esther Vergeer aus den Niederlanden mit sieben Goldmedaillen und einer Silbermedaille. Auch die übrigen Frauen, die zu den zehn erfolgreichsten Teilnehmern beim paralympischen Rollstuhltennis gehören, stammen alle aus den Niederlanden: Monique van den Bosch und Maaike Smit gewannen drei, Jiske Griffioen gewann zwei Goldmedaillen. Alle vier gewannen ihre Medaillen in der Klasse der Paraplegiker. Bei den Männern ist Shingo Kunieda, der in der Klasse der Paraplegiker startete, der erfolgreichste Athlet und ist hinter Esther Vergeer der zweiterfolgreichste Teilnehmer. Er sicherte sich viermal Gold und zweimal Bronze. Weitere männliche Spieler, die unter anderem dreimal Gold gewannen, sind Stéphane Houdet, David Wagner, Nick Taylor und Dylan Alcott.
- Platz: Gibt die Reihenfolge der Athleten wieder. Diese wird durch die Anzahl der Goldmedaillen bestimmt. Bei gleicher Anzahl werden die Silbermedaillen verglichen, danach die Bronzemedaillen.
- Name: Nennt den Namen des Athleten.
- Land: Nennt das Land, für das der Athlet startete. Bei einem Wechsel der Nationalität wird das Land genannt, für das der Athlet die letzte Medaille erzielte.
- Klasse: Nennt die Spielklasse, in der der Athlet startete (P = Paraplegiker; Q = Quadriplegiker).
- Von: Nennt das Jahr, in dem der Athlet die erste Paralympische Medaille gewonnen hat.
- Bis: Nennt das Jahr, in dem der Athlet die letzte Paralympische Medaille gewonnen hat.
- Gold: Nennt die Anzahl der gewonnenen Goldmedaillen.
- Silber: Nennt die Anzahl der gewonnenen Silbermedaillen.
- Bronze: Nennt die Anzahl der gewonnenen Bronzemedaillen.
- Gesamt: Nennt die Anzahl aller gewonnenen Medaillen.

| Platz | Name                  | Land               | Klasse | Von  | Bis  | Gold | Silber | Bronze | Gesamt |
| ----- | --------------------- | ------------------ | ------ | ---- | ---- | ---- | ------ | ------ | ------ |
| 1     | Esther Vergeer        | Niederlande        | P      | 2000 | 2012 | 7    | 1      | –      | 8      |
| 2     | Shingo Kunieda        | Japan              | P      | 2004 | 2020 | 4    | –      | 2      | 6      |
| 3     | David Wagner          | Vereinigte Staaten | Q      | 2004 | 2016 | 3    | 3      | 2      | 8      |
| 4     | Stéphane Houdet       | Frankreich         | P      | 2008 | 2020 | 3    | 1      | 1      | 5      |
| 4     | Nick Taylor           | Vereinigte Staaten | Q      | 2004 | 2016 | 3    | 1      | 1      | 5      |
| 6     | Dylan Alcott          | Australien         | Q      | 2016 | 2020 | 3    | 1      | –      | 4      |
| 6     | Monique van den Bosch | Niederlande        | P      | 1992 | 1996 | 3    | 1      | –      | 4      |
| 8     | Maaike Smit           | Niederlande        | P      | 1996 | 2004 | 3    | –      | 1      | 4      |
| 9     | Jiske Griffioen       | Niederlande        | P      | 2008 | 2016 | 2    | 2      | 1      | 5      |
| 9     | Peter Norfolk         | Großbritannien     | Q      | 2004 | 2012 | 2    | 2      | 1      | 5      |

## Nationenwertungen
Mit 22 Goldmedaillen führt die Niederlande die Nationenwertung, die 16 Nationen umfasst, mit großem Vorsprung an. Zudem hat sie mit 49 Medaillen insgesamt mehr als doppelt so viele wie die Nation mit den zweitmeisten Medaillen, das an Position zwei liegende Japan mit 14 Medaillen. Dritterfolgreichste Nation sind die Vereinigten Staaten mit sechs Gold-, sieben Silber- und vier Bronzemedaillen. Deutschland liegt mit einer Silbermedaille und vier Bronzemedaillen auf Rang neun der Nationenwertung, die Schweiz mit einer Bronzemedaille auf Rang elf.
| Platz | Land               | Gold | Silber | Bronze | Gesamt |
| ----- | ------------------ | ---- | ------ | ------ | ------ |
| 1     | Niederlande        | 22   | 16     | 11     | 49     |
| 2     | Japan              | 7    | 2      | 5      | 14     |
| 3     | Vereinigte Staaten | 6    | 7      | 4      | 17     |
| 4     | Großbritannien     | 4    | 9      | 6      | 19     |
| 5     | Australien         | 4    | 5      | 3      | 13     |
| 6     | Frankreich         | 3    | 4      | 7      | 14     |
| 7     | Schweden           | 1    | 2      | —      | 3      |
| 8     | Israel             | 1    | 1      | 2      | 4      |
| 9     | Deutschland        | —    | 1      | 4      | 5      |
| 10    | Thailand           | —    | 1      | —      | 1      |
| 11    | Argentinien        | —    | —      | 1      | 1      |
| 11    | Belgien            | —    | —      | 1      | 1      |
| 11    | China              | —    | —      | 1      | 1      |
| 11    | Schweiz            | —    | —      | 1      | 1      |
| 11    | Spanien            | —    | —      | 1      | 1      |
| 11    | Südafrika          | —    | —      | 1      | 1      |